# Parlamentswahl in Afghanistan 2010
Die Parlamentswahl in Afghanistan 2010 fand am 18. September 2010 statt. Es wurden die Abgeordneten der Wolesi Dschirga, des Unterhauses der afghanischen Nationalversammlung, gewählt. Ungefähr 2500 Kandidaten, darunter mehr als 400 Frauen, bewarben sich um die 249 Sitze. Nur ungefähr 10 Prozent der Kandidaten gehörten einer politischen Partei an. Das Mindestalter zur Teilnahme an der Wahl betrug 18 Jahre. Am 20. Oktober gab die Unabhängige Wahlkommission Afghanistans (IEC) die vorläufigen Ergebnisse aller Wahlkreise bekannt.

## Zeitplan der Wahl
Der offizielle Zeitplan der Wahl zur Wolesi Dschirga sah nach Angaben der Unabhängigen Wahlkommission Afghanistans wie folgt aus:
| 13. bis 19. April          | Registrierung der Kandidaten                                        |
| 20. April bis 4. Mai       | Nominierung der Kandidaten                                          |
| 12. Juni bis 12. August    | Registrierung der Wähler                                            |
| 22. Juni                   | Veröffentlichung der endgültigen Liste der Kandidaten               |
| 23. Juni bis 16. September | Phase des Wahlkampfs                                                |
| 18. September              | Wahltag                                                             |
| 18. September              | Auszählung der Stimmen                                              |
| 9. Oktober                 | Bekanntgabe von Teilergebnissen                                     |
| 30. Oktober                | Bekanntgabe der endgültigen Ergebnisse der Wahl zur Wolesi Dschirga |

Am 7. Juli teilte die Electoral Complaints Commission mit, dass 31 Personen aus der Liste der Kandidaten entfernt wurden, weil sie „illegalen bewaffneten Gruppen“ angehören.

## Vorfeld
Die Parlamentswahl sollte ursprünglich am 22. Mai 2010 stattfinden.
Die unabhängige afghanische Wahlkommission, die in Übereinstimmung mit dem Artikel 156 der afghanischen Verfassung zur Organisation und Überwachung aller Wahlen des Landes eingerichtet worden war, verschob jedoch die Abstimmung auf den 18. September 2010; es war sogar eine Verschiebung auf einen noch späteren Termin vorgeschlagen worden.
Schon im Vorfeld war klar, dass 938 der 6835 Wahlbüros in 25 von 34 Provinzen (ungefähr 14 % aller Wahlbüros) aufgrund der Sicherheitslage geschlossen bleiben mussten. Die Taliban bedrohten jeden Teilnehmer der Wahl mit dem Tod. Auch die Kandidaten wurden von den Taliban mit Entführung, Folter und Tod bedroht, weswegen sie von der ISAF beschützt wurden. Trotzdem wurden mehrere Kandidaten vor der Wahl getötet. Es wurden Wahlfälschungen wie bei der Präsidentschaftswahl 2009 befürchtet.

## Durchführung
Die Stiftung Freie und Faire Wahlen in Afghanistan (Free and Fair Election Foundation of Afghanistan, FEFA) berichtete von umfassenden Problemen. Wahlbeobachter der Stiftung hätten aus 389 Wahlbüros Unregelmäßigkeiten gemeldet. So wurde gemeldet, dass Stimmzettel fehlten und Wahlbüros zu früh schlossen. Die Wahlbeteiligung hing von der Sicherheitslage ab und variierte sehr stark von Ort zu Ort.

### Sicherheitslage
In Kandahar  gab es sechs Explosionen. Die ISAF teilte mit, dass es bei der Abstimmung 485 gewaltsame Vorfälle gab. Dabei wurden 22 Menschen getötet, darunter sieben Zivilisten, elf afghanische Sicherheitskräfte sowie vier NATO-Soldaten.
Raketenangriffe auf Wahllokale gab es nach amtlichen Angaben in Kabul sowie den Städten Ghazni, Gardez und Dschalalabad im Osten, Kandahar und der Provinz Nimrus im Südwesten. Im Büro in Surch Rud in der Provinz Nangarhar verhinderten bewaffnete Taliban die Wahl.

## Aufarbeitung
Am 10. Oktober 2010 gab die Wahlbeschwerdekommission (Electoral Complaints Commission, ECC) bekannt, dass 175 Kandidaten, davon 25 Abgeordnete die sich der Wiederwahl stellten, unter dem Verdacht des Wahlbetrugs stehen. Bei der Behörde waren insgesamt über 4.100 Beschwerden zum Wahlablauf eingegangen. Am 20. Oktober erklärte der Vorsitzende der ECC, Fazel Ahmad Manawi, dass es 1,3 Millionen ungültige Stimmen gab. 2.500 der 18.000 Wahllokale wurden nicht gezählt.
Am 27. Dezember 2010 gab Hamid Karzai ein Dekret heraus, dass die Einrichtung eines Sondertribunals vorsah, das sämtlichen Beschwerden zur Wahl nachgehen sollte. Am gleichen Tag gab er bekannt, das Parlament wie geplant am 20. Januar 2011 zu vereidigen.

### Endergebnis
Das offizielle Wahlergebnis für Afghanistan mit Ausnahme der Provinz Ghazni wurde am 24. November 2010 veröffentlicht. Die elf Sitze in Ghazni waren noch umstritten, da in der Provinz hauptsächlich Angehörige der Minderheit der Hazara zur Wahl gingen, die Paschtunen aber mehrheitlich nicht wählten. In der Folge klagte der Präsident Hamid Karzai bei der unabhängigen afghanischen Wahlkommission und die Ergebnisse für diese Provinz wurden noch zurückgehalten.
Die Interpretation der Ergebnisse fällt schwer, da die Kandidaten keine Parteizugehörigkeit angeben. Nur 90 Mitglieder des alten Parlaments von 2005 wurden wiedergewählt. Laut der Aussage von Abdullah Abdullah kamen 90 Kandidaten ins Parlament, die ihn unterstützen. Von den über 400 weiblichen Kandidaten wurden 69 ins Parlament gewählt.
Am 1. Dezember gab die Wahlkommission auch die bis dahin zurückgehaltenen Ergebnisse der Provinz Ghazni bekannt. Demnach gingen die elf Sitze an Mitglieder der ethnischen Minderheit der Hasara.

### Eröffnung des Parlaments
Am 20. Januar 2011 gab Präsident Karsai bekannt, dass die für den 23. Januar geplante Eröffnung des Parlaments um einen Monat verschoben werde. Die Begründung dafür war eine Forderung des Sondertribunals, das am 27. Dezember von Karsai einberufen wurde. Durch die massive Kritik der Abgeordneten, der USA und der UNO lenkte Karsai schließlich doch ein. In der Nacht vom 25. auf den 26. Januar besetzten ungefähr 180 bis 200 unterlegene Kandidaten den Präsidentschaftspalast, um gegen die Entscheidung von Karsai zu protestieren, tags darauf die erste Sitzung des Parlaments einzuberufen.
Die Wolesi Dschirga hielt schließlich am 26. Januar ihre erste Versammlung nach den Wahlen ab.